# Rivière Iserhoff Nord
Pour les articles homonymes, voir Iserhoff.
La rivière Iserhoff Nord est un affluent de la rivière Iserhoff située dans Eeyou Istchee Baie-James, dans la région administrative du Nord-du-Québec, dans la province canadienne de Québec, au Canada.
Le cours de la rivière Iserhoff Nord traverse successivement les cantons de Vignal et de Bergères.
Le bassin versant de la rivière Iserhoff Nord est accessible la route R1018 (sens Nord-Sud). Cette route se rattachent vers le Sud à la route 113 reliant Lebel-sur-Quévillon à Chibougamau.
La surface de la rivière Iserhoff Nord est habituellement gelée du début novembre à la mi-mai, toutefois la circulation sécuritaire sur la glace se fait généralement de la mi-novembre à la mi-avril.

## Géographie
Les principaux bassins versants voisins de la rivière Iserhoff Nord sont :
- côté Nord : ruisseau Vignal, rivière Waswanipi, lac au Goéland (rivière Waswanipi) ;
- côté Est : lac Waswanipi, rivière Bachelor ;
- côté Sud : rivière Iserhoff, lac Madeleine ;
- côté Ouest : rivière Opaoca, rivière Bell.

La rivière Iserhoff Nord prend sa source d’un ruisseau forestier près de la route 1018 (sens Nord-Sud) au pied des Collines Waswanipi, à :
- 11,5 km au Nord de l’embouchure de la rivière Iserhoff Nord (confluence avec la rivière Iserhoff) ;
- 12,1 km au Nord-Ouest de l’embouchure de la rivière Iserhoff(confluence avec le lac Waswanipi ;
- 18,0 km au Sud-Ouest de l’embouchure du lac Waswanipi (confluence avec la rivière Maicasagi) ;
- 31,1 km au Sud-Est de l’embouchure du Lac au Goéland (rivière Waswanipi) ;
- 76,1 km au Sud-Est de l’embouchure du lac Matagami ;
- 244,8 km au Sud-Est de l’embouchure de la rivière Nottaway ;
- 69,2 km au Sud-Est du centre-ville de Matagami.

À partir de sa source, la « rivière Iserhoff Nord » coule sur 20,6 km selon les segments suivants :
- 3,0 km vers le Sud dans le canton de Vignal en traversant une zone de marais jusqu’à la limite Nord du canton de Bergères ;
- 1,5 km vers le Sud dans le canton de Bergères, jusqu’à un ruisseau de montagnes (venant du Nord-Ouest) ;
- 3,7 km vers le Sud-Est au pied des Collines Waswanipi jusqu’au pont d'une route forestière qui passe du côté ouest de la route forestière R1018 ;
- 4,0 km vers le Sud en formant une courbe vers l’Est pour drainer une zone de marais jusqu’au pont de route forestière R1018 ;
- 6,0 km vers l’Ouest, jusqu’à un ruisseau (venant du Nord) ;
- 2,4 km vers le Sud en serpentant jusqu’à son embouchure[2].

La rivière Iserhoff Nord se déverse sur la rive Nord de la rivière Iserhoff, laquelle coule vers l’Est pour se déverser au fond de la Baie du Sud-Ouest du lac Waswanipi. À partir de cette embouchure, le courant traverse vers l’Est, puis le Nord, sur 37,2 km le lac Waswanipi, jusqu’à son embouchure. De là, le courant coule d’abord le Nord en empruntant la rivière Waswanipi, puis vers l’Ouest, jusqu’à la rive Est du lac au Goéland (rivière Waswanipi). Le courant de cette dernière coule vers l’Ouest, jusqu’à la rive Est du lac au Goéland. Ce dernier est traversé vers le Nord-Ouest par la rivière Waswanipi qui est un affluent du lac Matagami.
L’embouchure de la rivière Iserhoff Nord située à :
- 6,0 km à l’Ouest de l’embouchure de la rivière Iserhoff ;
- 27,3 km au Sud-Ouest de l’embouchure du Lac Waswanipi (confluence avec la rivière Waswanipi) ;
- 17,9 km au Sud-Est d’une baie au Sud du lac au Goéland (rivière Waswanipi) ;
- 40,4 km au Sud-Est de l’embouchure du lac au Goéland (rivière Waswanipi) ;
- 51,5 km au Sud-Est de l’embouchure du Lac Olga (rivière Waswanipi) ;
- 65,1 km au Sud-Ouest du centre du village de Waswanipi ;
- 70,3 km au Sud-Est du centre-ville de Matagami.

## Toponymie
Le terme « Iserhoff » constitue un patronyme de famille.
Le toponyme « rivière Iserhoff Nord » a été officialisé le 5 décembre 1968 à la Commission de toponymie du Québec, soit à la création de cette commission